# Ingemar Haraldsson
Ingemar Haraldsson (3 de febrero de 1928-19 de marzo de 2004) fue un futbolista sueco que jugaba como guardameta.

## Selección nacional
Fue miembro de la legendaria selección sueca que llegó a la final de la Copa del Mundo de 1958, pero no jugó ningún partido durante el torneo.

### Participaciones en Copas del Mundo
| Mundial                        | Sede   | Resultado  | Partidos | Goles |
| ------------------------------ | ------ | ---------- | -------- | ----- |
| Copa Mundial de Fútbol de 1958 | Suecia | Subcampeón | 0        | 0     |

## Clubes
| Club        | País   | Año       |
| ----------- | ------ | --------- |
| Kalmar FF   | Suecia | 1950-1951 |
| IF Elfsborg | Suecia | 1951-1962 |

## Palmarés

### Campeonatos nacionales
| Título      | Club        | País   | Año  |
| ----------- | ----------- | ------ | ---- |
| Allsvenskan | IF Elfsborg | Suecia | 1961 |